# Peter Bič Project
Peter Bič Project je slovenská šestičlenná hudební skupina pocházející z Košic. Skupinu založil Peter Bič v roce 2010, po odchodu z kapely IMT Smile. Skupina debutovala v roce 2012 vydáním alba Say It Loud, z něhož se asi nejznámější stala skladba „Hey Now“, která se stala hitem i v zahraničí.

## Členové
- Peter Bič - kytara, zpěv
- Viktória Vargová
- Vl, Trubka Čekan - basová kytara
- Jožko Zima - bicí
- Matouš Pavlík - klávesy

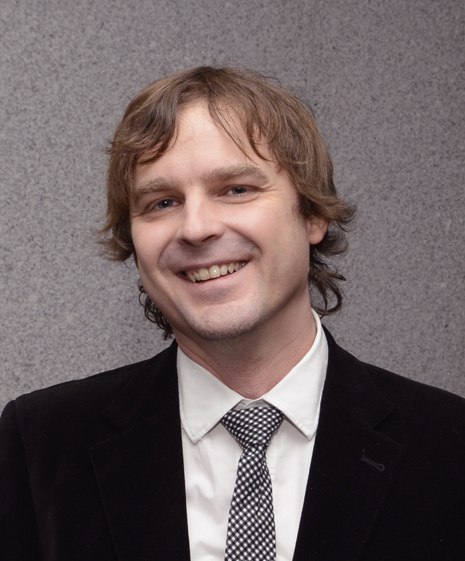
Peter Bič

- Fero Jano - Kytara, Housle, Harmonika tahací

## Diskografie

### CD
- Say It Loud (2012)[1][4]
- Just a Story (2015)

### Singly
- "All Those Places"[4]